# Palazzo Gio Battista Grimaldi (piazza San Luca)
Il palazzo Gio Battista Grimaldi è un edificio storico italiano, sito in piazza San Luca 2, nel centro storico di Genova. È uno dei Palazzi dei Rolli che furono designati, al tempo della Repubblica di Genova, a ospitare gli ospiti di alto rango durante le visite di stato per conto del governo genovese.
L'edificio è fra i 42 palazzi dei rolli selezionati e dichiarati Patrimonio dell'umanità dall'UNESCO il 13 luglio 2006.
Nella stessa piazza è ubicata la chiesa di San Luca.

## Storia
La sua storia è legata alla piazza su cui si affaccia, piazza San Luca, dov'è la chiesa gentilizia degli Spinola e dei Grimaldi dal 1188. Nel 1332 si ricostruisce la piazza dopo oltre mezzo secolo di lotte tra le due famiglie Grimaldi (guelfi) e Spinola (ghibellini) e, un secolo dopo, la Gabella Processionum del 1414 associa l'isolato in questione ad uno Spinola.
Quando nel Cinquecento il palazzo assume il carattere attuale con la chiusura dei portici medievali che coronano la piazza, è Gio Batta Grimaldi, già senatore della Repubblica di Genova, il primo ad apparire nei rolli genovesi (I bussolo); ma la successione Spinola-Grimaldi continua ancoraː è registrato nel 1588 e 1599, a nome di Agostino Grimaldi quondam Gio. Batta (III bussolo) e nel 1614 a nome di Paolo Spinola (II bussolo).

## Descrizione
Il prospetto principale sulla piazza, abbellito da poggioli a mensola e da mascheroni oltre che dal sobrio portale seicentesco con l'iscrizione "PARVO BENE", nasconde parzialmente al secondo piano tre colonnine corinzie murate. All'interno, l'atrio e la scala loggiata, che sale parallela alla facciata principale fino al terzo piano, concludono l'immagine del palazzo nobiliare cinquecentesco ricavato su volumi medievali, di cui rimane traccia sul retro dove un portale in ardesia del XVI secolo, segno di un accesso anteriore alla costruzione del palazzo e oggi inutilizzato, si affaccia sull'angusto Vico della torre di san Luca.